# Lasaeola donaldi
Lasaeola donaldi är en spindelart som först beskrevs av Arthur M. Chickering 1943.  Lasaeola donaldi ingår i släktet Lasaeola och familjen klotspindlar. Inga underarter finns listade i Catalogue of Life.